# بيلي إليس
بيلي إليس (بالإنجليزية: Billy Ellis)‏ (5 نوفمبر 1895 بولفرهامبتن في المملكة المتحدة - 18 نوفمبر 1939 بسندرلاند في المملكة المتحدة) هو لاعب كرة قدم بريطاني (وحمل سابقاً جنسية المملكة المتحدة لبريطانيا العظمى وأيرلندا) في مركز جناح ‏. لعب مع برمنغهام سيتي ونادي سندرلاند ونادي يورك سيتي ولينكولن سيتي أف سي وBilston Town F.C. ‏ وWillenhall F.C. ‏.